# جامعة بيام نور
جامعة پيام نور (تُختصر بـ PNU; اللغة الفارسية: Dāneŝgāhe Payāme Nur) هي جامعة مفتوحة في إيران، ويقع مقرها الرئيسي في طهران. تأسست عام 1988، وتُعد مؤسسة قانونية تحت إشراف وزارة العلوم والبحوث والتكنولوجيا الإيرانية. تعني عبارة پيام نور باللغة الفارسية "رسالة النور".[بحاجة لمصدر]
تأسست جامعة پيام نور عام 1988 في إيران بعد دمج جامعة أبو الريحان البيروني وجامعة إيران الحرة. استقبلت الجامعة أول دفعة لها في خمس برامج دراسات بدرجة علمية واحدة موزعة على 28 مركزًا دراسيًا.[بحاجة لمصدر] وبسبب كونها جامعة حكومية/عامة، فإن رسومها الدراسية تُعد الأدنى بين الجامعات غير الخاصة.

## الدمج أو التقليص
في أغسطس 2023، حاولت الحكومة الإيرانية حل الجامعة بالكامل، لكن هذا القرار تم إيقافه بسرعة. وقد قامت الحكومة ضمن برنامجها بإغلاق أو دمج آلاف الجامعات. وقد تم تحويل بعضها إلى جامعة التقنية والمهنية. بينما أُلحِقت جامعات أخرى بالجامعات الحكومية.

## التاريخ

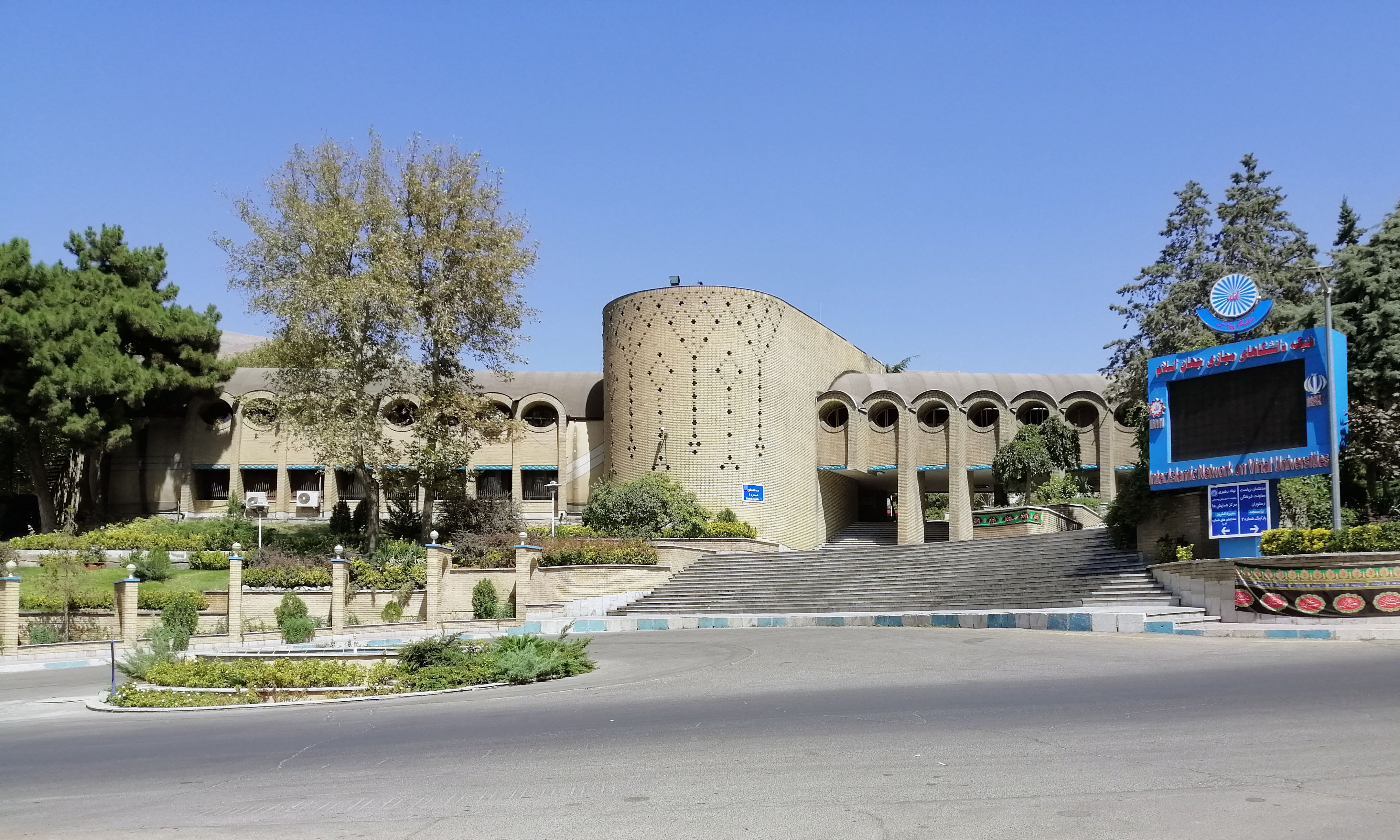
مكتب جامعة بيام نور الرئيسي في طهران

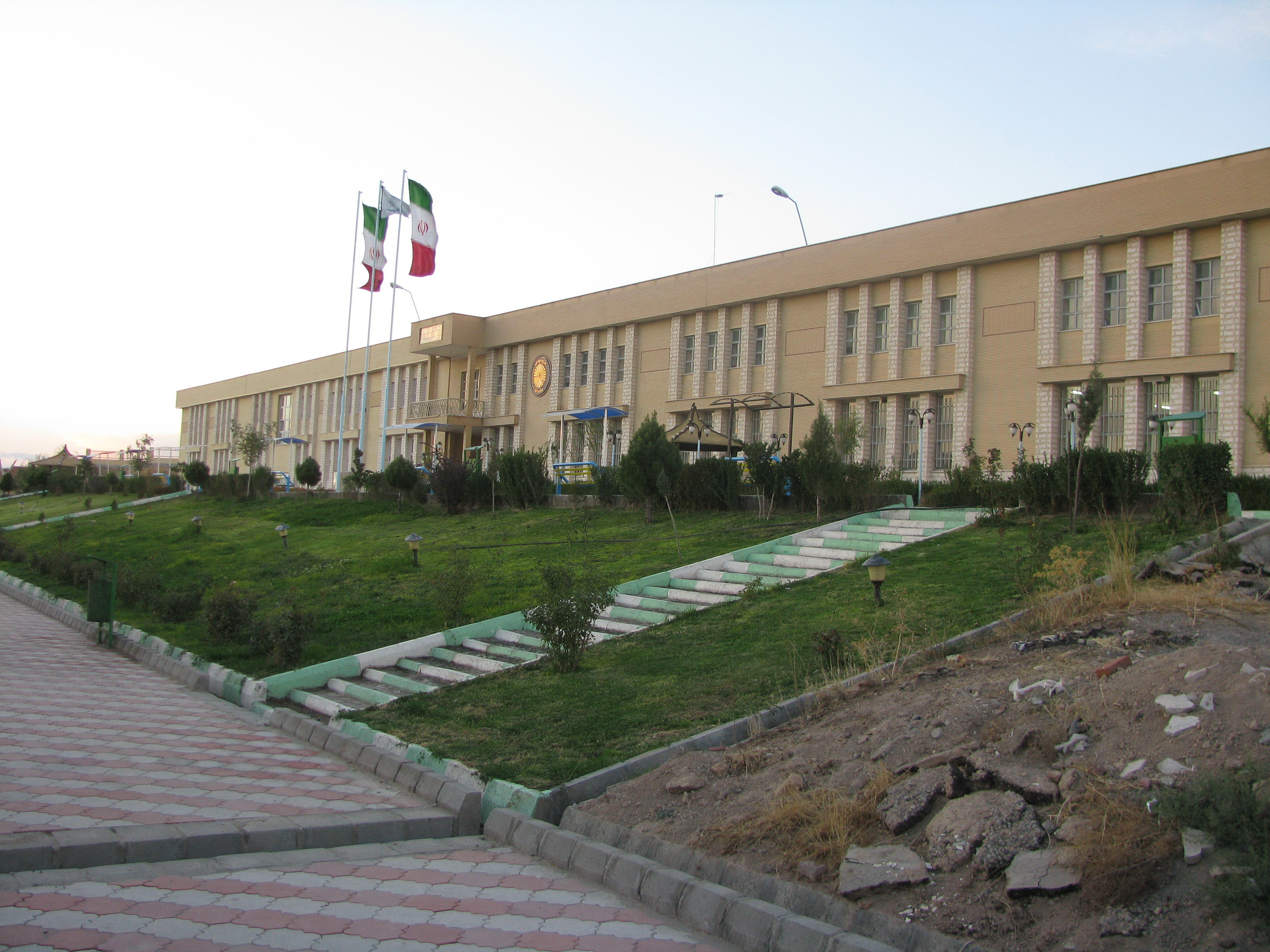
جامعة بيام نور في مراغة (إيران)

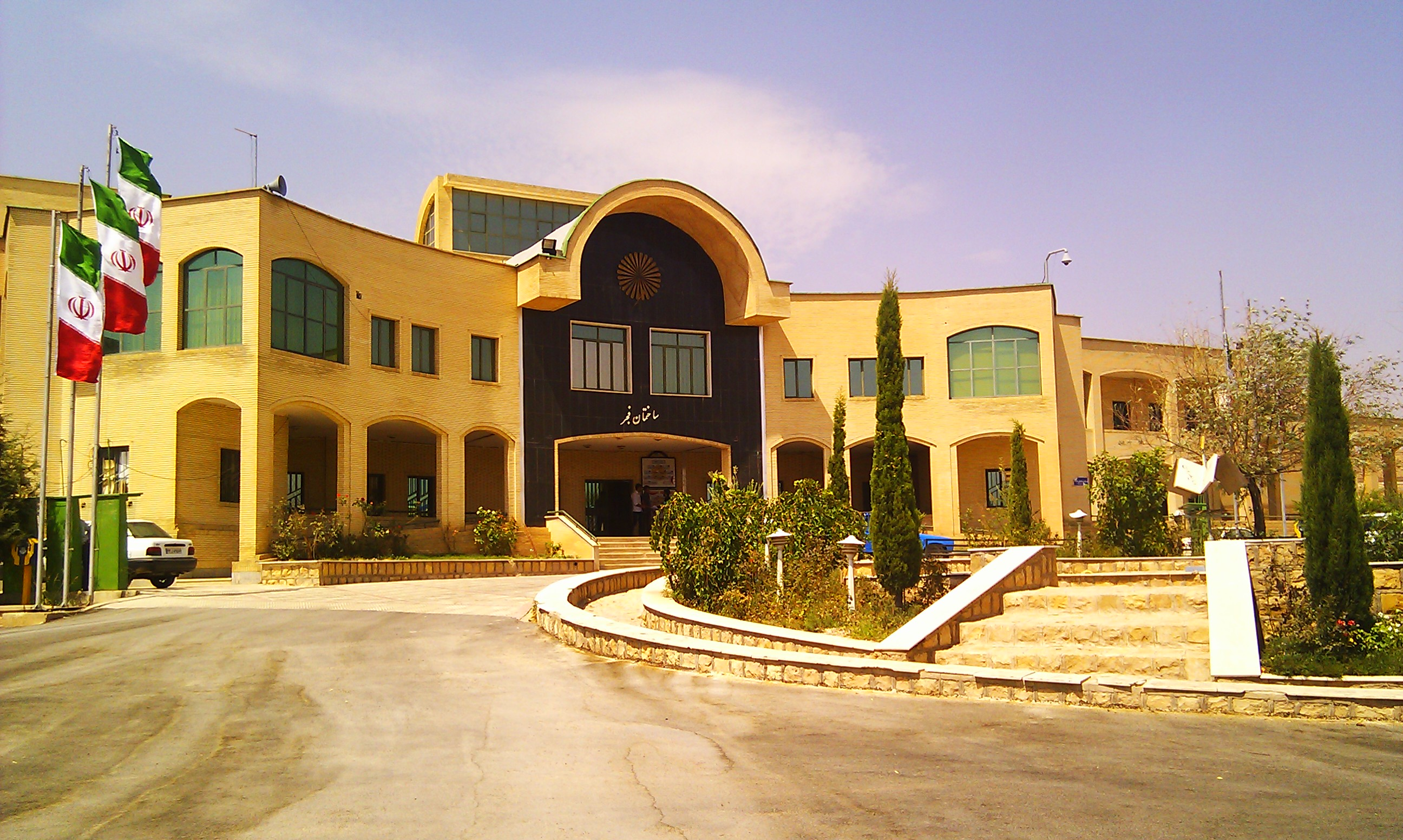
جامعة بيام نور في شيراز

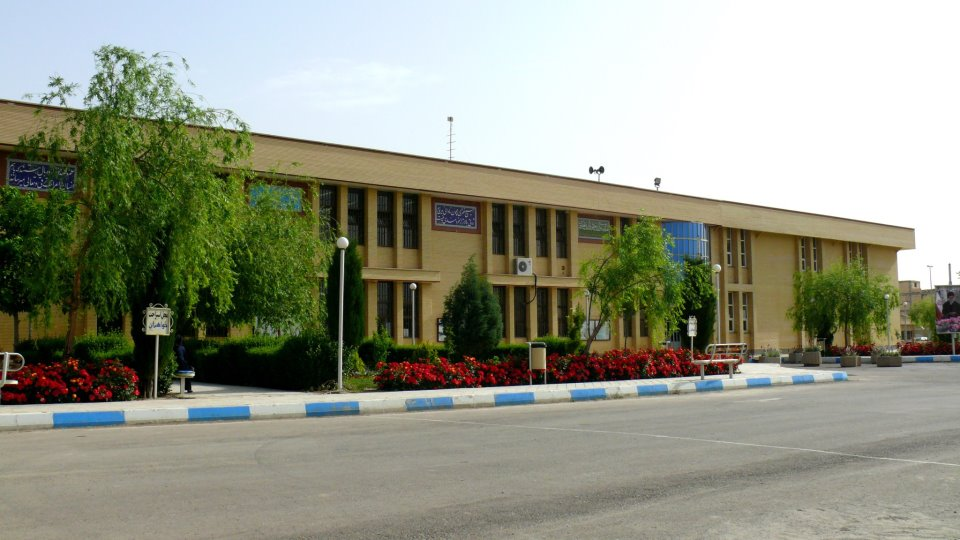
جامعة بيام نور في شاهين شهر

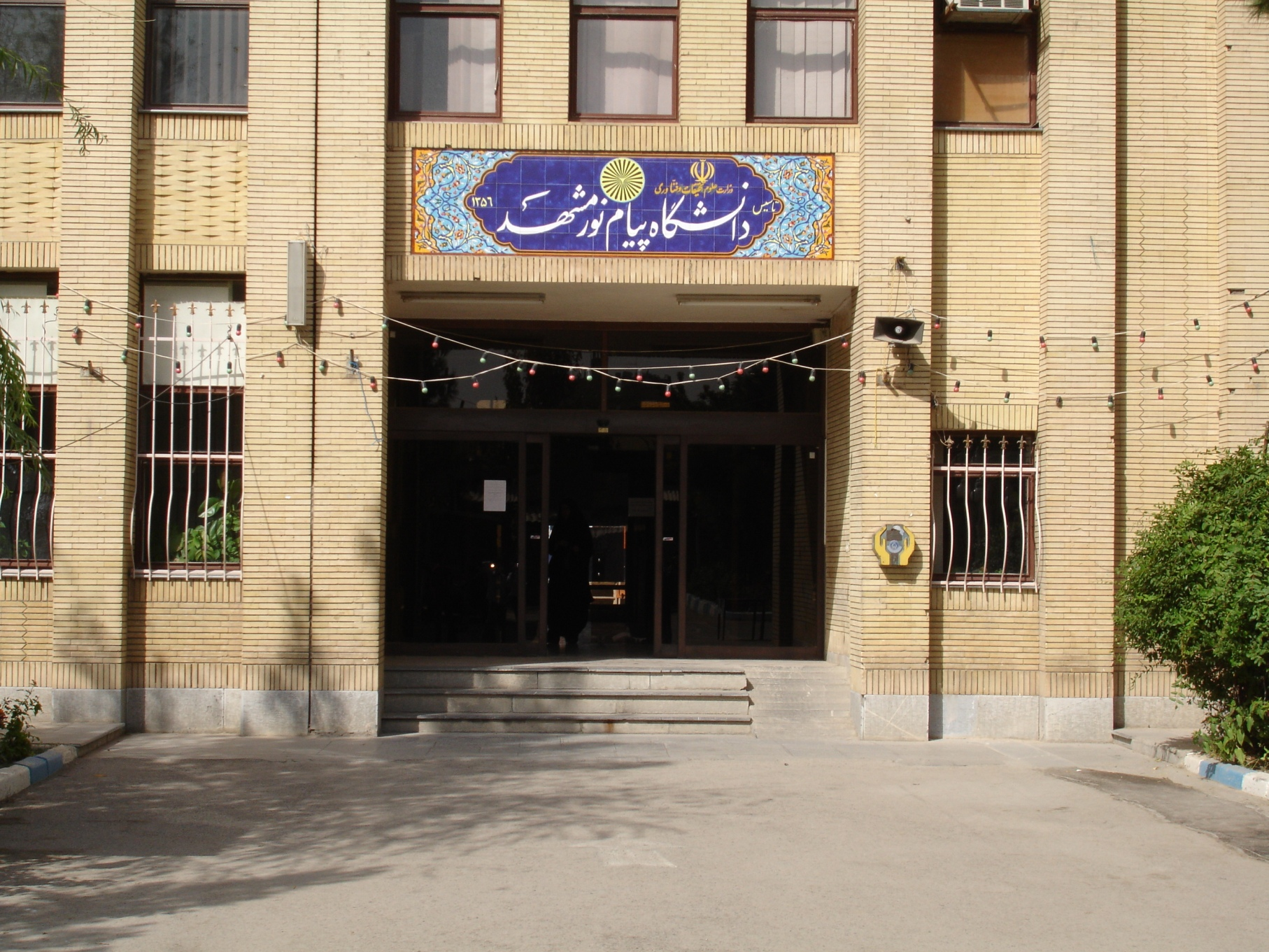
جامعة بيام نور في مشهد

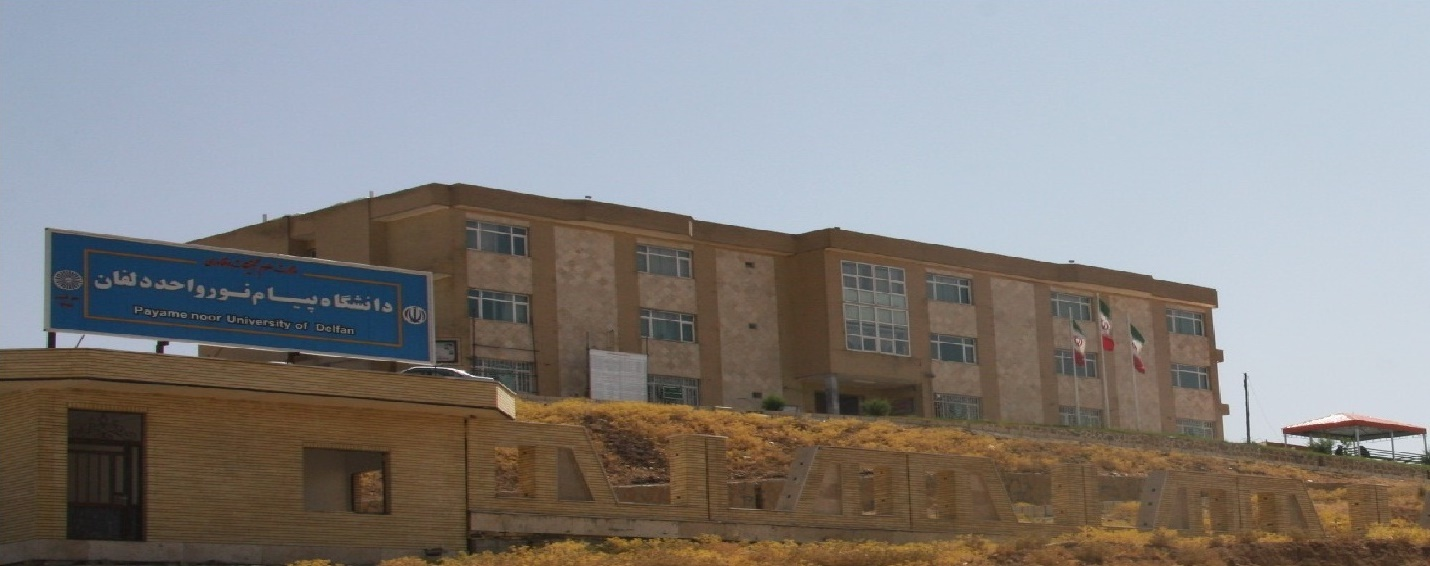
جامعة بيام نور في دلفان

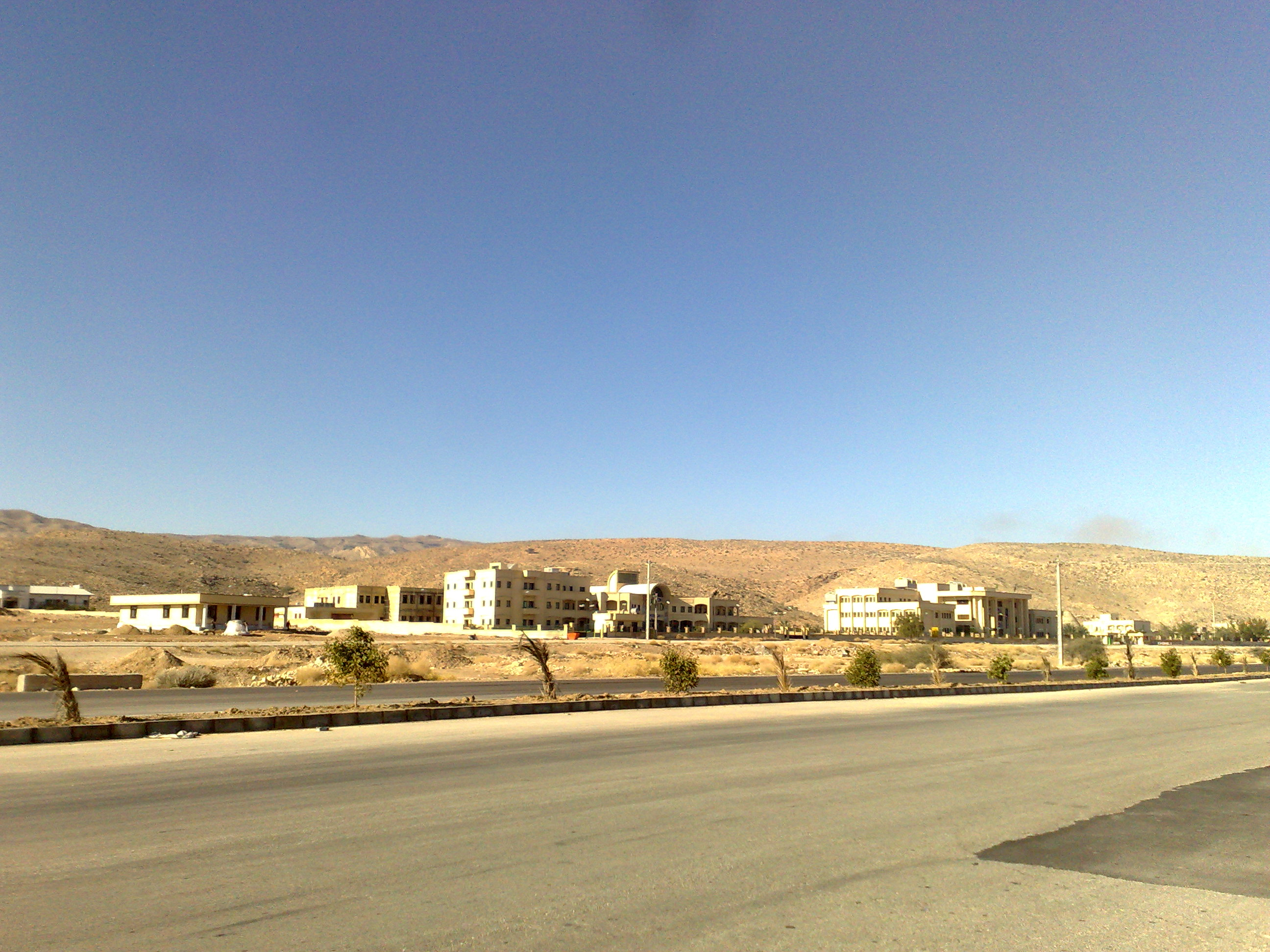
جامعة بيام نور في أوز

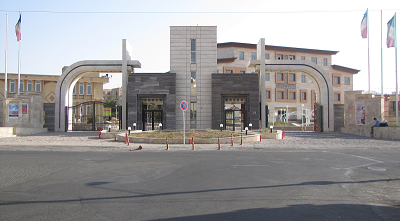
جامعة بيام نور في زنجان

تأسست جامعة بيام نور بموجب قرارات استندت إلى الاجتماعين رقم 94 و97 في عام 1986 من قبل المجلس الأعلى للثورة الثقافية في إيران. وقد أُنشئت الجامعة في عام 1988 في إيران، بعد دمج جامعة أبو الريحان البيروني والجامعة الحرة الإيرانية.[بحاجة لمصدر]
أحد فروع جامعة بيام نور في طهران (الذي كان يُعرف سابقًا بكلية دماوند أو معهد دماوند للتعليم العالي) اكتمل بناؤه عام 1976، وهو أحد ثلاثة مبانٍ فقط في إيران صُممت ونُفذت من قبل شركة تاليسين للهندسة المعمارية (مؤسسة فرانك لويد رايت) وويليام ويزلي بيترز.

## حول الجامعة
تُعد جامعة بيام نور واحدة من الجامعات الحكومية الكبيرة والمرموقة في إيران. وهي من ضمن قائمة أكبر الجامعات في العالم من حيث عدد الملتحقين بها، ويعني اسمها "رسالة النور" باللغة الفارسية. في عام 2020، كان للجامعة 502 فرعًا محليًا.
تقدم جامعة بيام نور برامج دراسات عليا وبكالوريوس ودكتوراه. ويحصل خريجو هذه الجامعة على شهادة رسمية من وزارة العلوم والبحوث والتكنولوجيا. وتُعتبر الشهادات الصادرة عن الجامعة صالحة لاستكمال الدراسة في المراحل الأعلى داخل إيران وخارجها، وكذلك للالتحاق بالوظائف في جميع المؤسسات والدوائر الحكومية.
وقعت جامعة بيام نور مذكرة تعاون في إطار الخطة الوطنية لتعزيز وتحديد قدرات الأطفال والمراهقين في مجال البرمجة. كما تستضيف الجامعة الدورة الثانية للجمعية العامة لشبكة الجامعة الافتراضية في العالم الإسلامي.
يعتمد نظام التعليم في الجامعة على فصلين دراسيين رئيسيين وفصل صيفي، كما هو الحال في نظام التعليم العالي الإيراني. ومع ذلك، فإن التقويم الأكاديمي في فرع الجامعة في أفغانستان يختلف وفقًا لأنظمة المركز هناك.

### القبول
في إيران، يُعد القبول في الجامعات تنافسيًا، ولا يتمكن من نيل هذا الشرف إلا الطلاب المتفوقون. يُقبل الطلاب المحتملون في مرحلتي البكالوريوس والدراسات العليا في الجامعات الحكومية الإيرانية على أساس معدلهم التراكمي والأداء في الاختبارات الوطنية في إيران.[بحاجة لمصدر]

### الانتماءات
في عام 2017، وبأمر من رئيس الاتحاد الوطني للرياضة الجامعية، تم تعيين المدير العام للتربية البدنية في جامعة "بيام نور" رئيسًا لاتحاد رياضة القوة البدنية للطلبة في البلاد.
توسيع تبادل المعلومات العلمية مع الجامعات والجمعيات البحثية الدولية المرموقة هو أحد أهداف جامعة بيام نور. وتشمل هذه المؤسسات "المعهد الإسلامي الشامل الوطني في الهند"، و"الوسائط المتعددة الإسلامية والدولية" في ماليزيا، وجامعات تشرين، أفتراه، ودمشق في سوريا. كما أن الجامعة عضو نشط في عدد من الجمعيات العلمية الدولية مثل "رابطة الجامعات المفتوحة الآسيوية" (AAOU)، و"المجلس الدولي للتعليم المفتوح والتعليم عن بعد" (ICDE)، ومنظمة التعاون الإسلامي، واليونسكو، وإيران، و"اتحاد جامعات العالم الإسلامي" (FUIW)، ومنظمة العالم الإسلامي للتربية والعلوم والثقافة.
تشغل جامعة بيام نور كرسي اليونسكو في التربية البيئية. وتُعد أول جامعة في إيران تبدأ في تصميم وتنفيذ برنامج تدريب وتعليم بيئي على مستوى الماجستير منذ عام 2008، وقد تخرج منه 500 طالب، كما صممت وطبّقت برنامج دكتوراه في التعليم البيئي منذ عام 2012، ويضم حاليًا 40 مرشح دكتوراه.[بحاجة لمصدر]
جامعة بيام نور هي عضو في برنامج برنامج التوأمة والشبكات الجامعية، وهو اختصار لبرنامج التوأمة الجامعية والشبكات. وقد أُطلق هذا البرنامج من قبل اليونسكو عام 1992. يتكون برنامج كراسي برنامج التوأمة والشبكات الجامعية/اليونسكو من إنشاء كراسي اليونسكو وشبكات برنامج التوأمة والشبكات الجامعية في مؤسسات التعليم العالي. يهدف البرنامج إلى تعزيز التعاون والتشبيك بين الجامعات على المستوى الدولي لتعزيز القدرات المؤسسية من خلال تبادل المعرفة والعمل التعاوني. ويدعم البرنامج إنشاء كراسي اليونسكو وشبكات برنامج التوأمة والشبكات الجامعية في المجالات ذات الأولوية المرتبطة باختصاصات اليونسكو، مثل التعليم، والعلوم الطبيعية والاجتماعية، والثقافة، والاتصال.
ومن خلال هذه الشبكات، تتعاون مؤسسات التعليم العالي والبحث العلمي في جميع أنحاء العالم لتوحيد مواردها البشرية والمادية لمواجهة التحديات الملحة والمساهمة في تنمية مجتمعاتها. وغالبًا ما تعمل هذه الشبكات والكراسي كمراكز تفكير وجسور بين الأوساط الأكاديمية والمجتمع المدني والمجتمعات المحلية والباحثين وصناع السياسات. وقد أثبتت فعاليتها في إبلاغ السياسات، وتأسيس مبادرات تعليمية جديدة، وتوليد الابتكار من خلال البحث، والإسهام في إثراء البرامج الجامعية الحالية وتعزيز التنوع الثقافي.
اعتبارًا من مايو 2017، تم إنشاء حوالي 700 كرسي ضمن هذا البرنامج في 116 دولة تغطي نحو 70 تخصصًا. ويوجد حاليًا 24 كرسيًا لليونسكو في مجال التعليم البيئي والتعليم من أجل التنمية المستدامة. وفي مارس 2017، اختيرت جامعة بيام نور لتكون الكرسي الرابع عشر لليونسكو في إيران، لإنشاء كرسي في مجال التعليم البيئي، لا سيما في إدارة النفايات، لمدة أربع سنوات. وقد تم اختيار الدكتور سيد محمد شبيري ليكون رئيس الكرسي وقائد البرنامج.

### الحياة الطلابية
تضم جامعة پيام نور مراكز رياضية ودينية وثقافية وأنشطة لا منهجية، وتسعى لتوجيه الطاقات الكامنة لدى الشباب في الاتجاهات الصحيحة. كما تمتلك جامعة پيام نور وكالة أنباء تحليلية تُعرف باسم UPNA.
ولدى جامعة پيام نور أكثر من 21 جمعية علمية طلابية.

### النشر
يُعد نظام مؤتمرات جامعة پيام نور في الواقع نظامًا إلكترونيًا يساعد مراكز جامعة پيام نور على تنظيم مؤتمراتها العلمية على المستويات الدولية والوطنية والإقليمية، دون القلق من تعقيدات الطرق التقليدية في استلام المقالات وتحكيمها. يدير هذا النظام جميع مراحل عقد المؤتمر بدءًا من إطلاق الموقع الإلكتروني والإعلان عنه، وصولًا إلى التسجيل واستلام الأوراق البحثية.
كما نشرت الجامعة حوالي 2700 كتاب من خلال مكتب التحرير التابع لها في الفترة من 1988 إلى 2018.

### التصنيفات
صُنفت جامعة پيام نور من قبل تصنيف الجامعات والكليات (CWUR) في عام 2019-2020 في المرتبة 27 على مستوى إيران، وفي المرتبة 1626 على مستوى العالم.
ولم تُدرج جامعة پيام نور ضمن قائمة "أفضل الجامعات العالمية في إيران" بحسب يو إس نيوز آند وورد ريبورت.
كما لم تُصنَّف من قبل تصنيف كيو إس للجامعات العالمية.
ولم تُدرج ضمن التصنيف الأكاديمي لجامعات العالم.

## الجدل
واجهت الجامعات الإيرانية انتقادات في أوائل عام 2007 بسبب معاملتها للطلبة الذين يتبعون البهائية. وعلى الرغم من إزالة خانة تحديد الديانة من أوراق الامتحان، فإن اضطهاد البهائيين الذي ترعاه الدولة أدى إلى طرد الطلبة فور اكتشاف ديانتهم، حسبما ورد. وقد تركز الجدل بشكل خاص على جامعة "بيام نور" عندما أكدت رسالة رسمية من الجامعة هذا الطرد كجزء من سياسة حكومية. وقد طُرد أكثر من 30 طالبًا بهائيًا بموجب هذه السياسة.
بالإضافة إلى ذلك، أعلنت الجامعة في عام 2008 أن اللغة العربية ستكون "اللغة الثانية" للجامعة، وأن جميع خدماتها ستُقدم بالعربية إلى جانب اللغة الفارسية.
كما اتُهمت الجامعة بأنها جزء من "سوق النشر" في إيران، حيث يحصل بعض السياسيين والدبلوماسيين المحليين على درجات أكاديمية متقدمة دون حضور أو جهد يُذكر.

## المواقع
اعتبارًا من عام 2020، تضم جامعة بيام نور 502 فرعًا، تشمل مواقع داخل إيران وخارجها.

### مواقع داخل إيران
- المقر الرئيسي في طهران: شارع النخل، طريق لشكرَك، طهران 19569
- كرج: شارع قلمستان، كرج، إيران (في حي كوهردشت)
- شيراز: طريق لشكرَك، ص.ب 19395–4697، شيراز، محافظة فارس، إيران
- زنجان: شارع الإمامة، ساحة راسل، زنجان، محافظة زنجان، إيران

### مواقع دولية
- أذربيجان: باكو، منطقة خاتائي، شارع نوبل 14، مجمع ولي عصر التعليمي، مبنى الجامعة في سفارة إيران
- أربيل، كردستان: فاضل ميرانست، شورش
- ميلانو، إيطاليا: سترادا تشيزا، رقم 99
- طاجيكستان: دوشنبه، شارع نعمت غرباييف 5، المنزل 21
- تركيا: حي شنليك كوي، شارع الحرية، مبنى كاراباي أ، بلوك رقم 3/2، فلوريا، باكيركوي، إسطنبول
- عمان: مسقط، منطقة العربية، شارع 3060، رقم 302
- قطر: الدفنة، المستشارية الثقافية للجمهورية الإسلامية الإيرانية
- الكويت: السالمية، شارع أبوذر الغفاري، وحدة 12، رقم 6
- جورجيا: شارع إيفغيني ميكيلادزي 1 أ، 0159، تبليسي، جورجيا
- ماليزيا: C8-3 داتاران بالما، أمبانغ بوينت، شارع أمبانغ، سيلانجور
- فرنسا: باريس، رقم 11 شارع باشيه
- كندا: 1120، 7905 شارع بايفيو، ثورنهيل، أونتاريو، L3T 7N3

جامعة بيام نور وفروعها العديدة
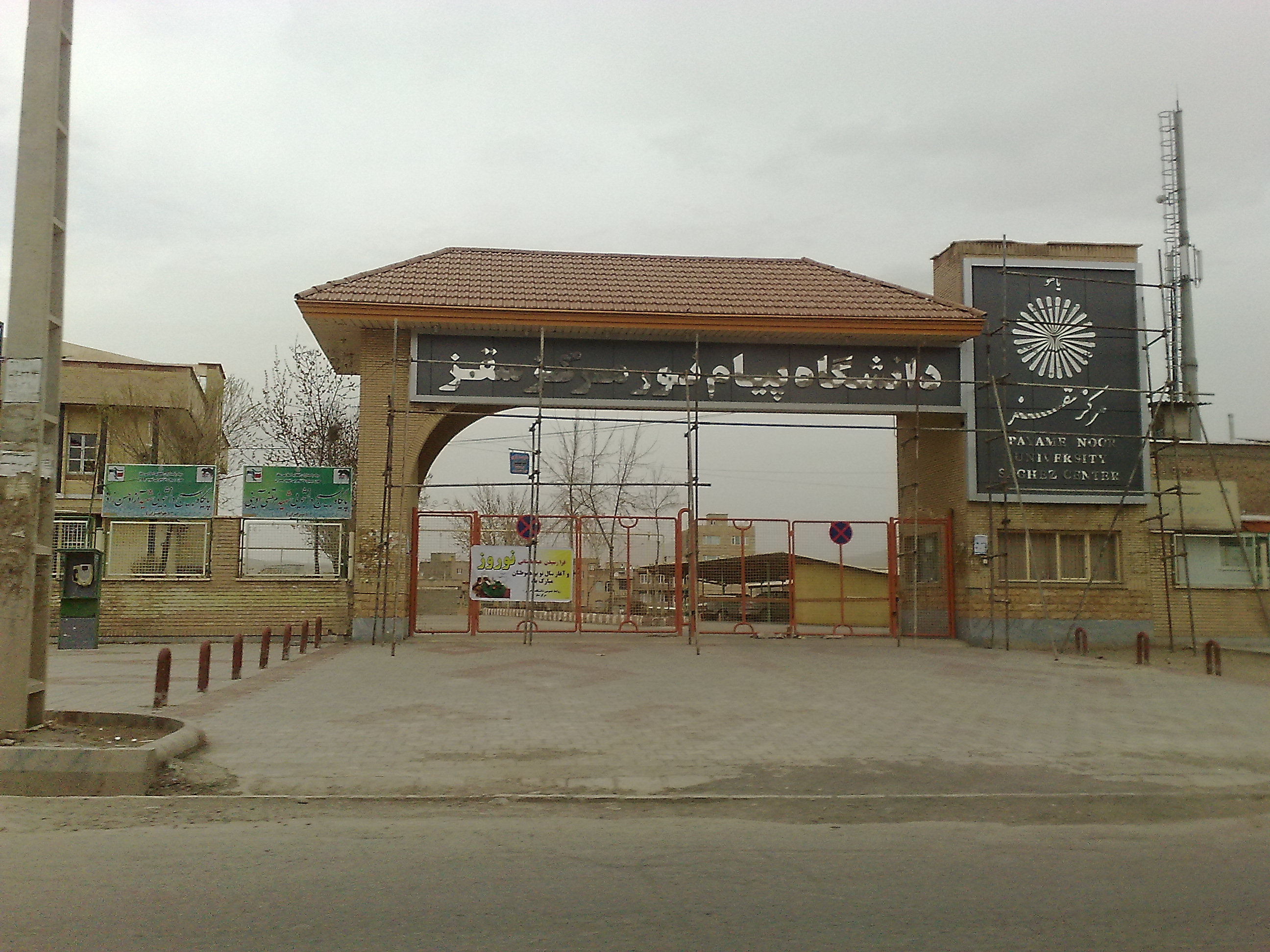
جامعة بيام نور في سقز
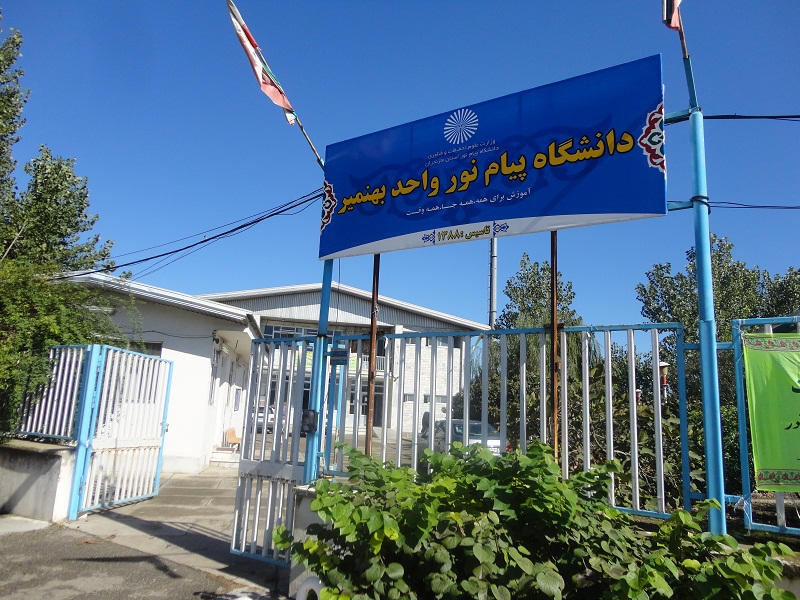
جامعة بيام نور في بهنمير
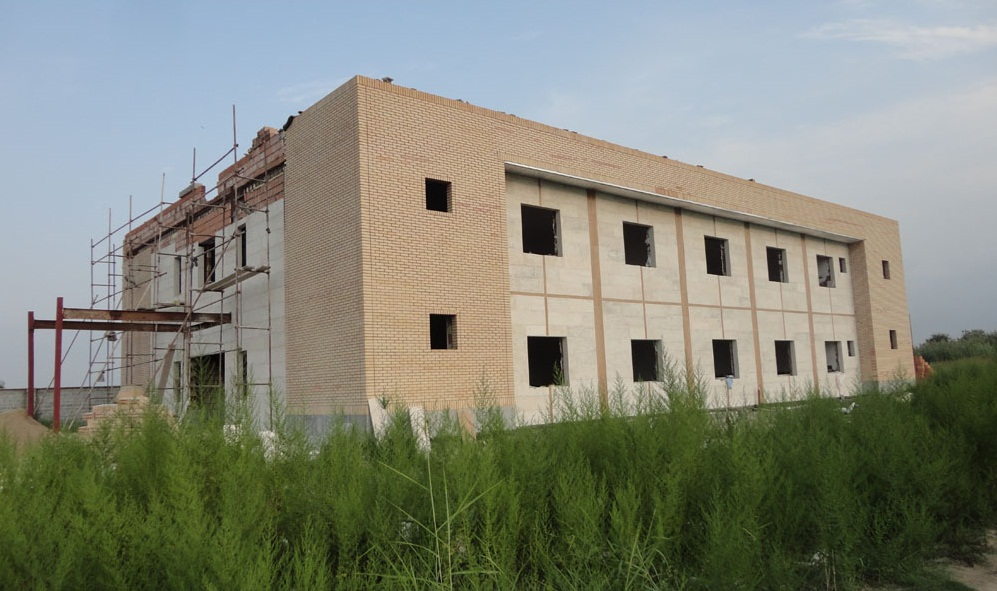
جامعة بيام نور في بهنمير قيد الإنشاء
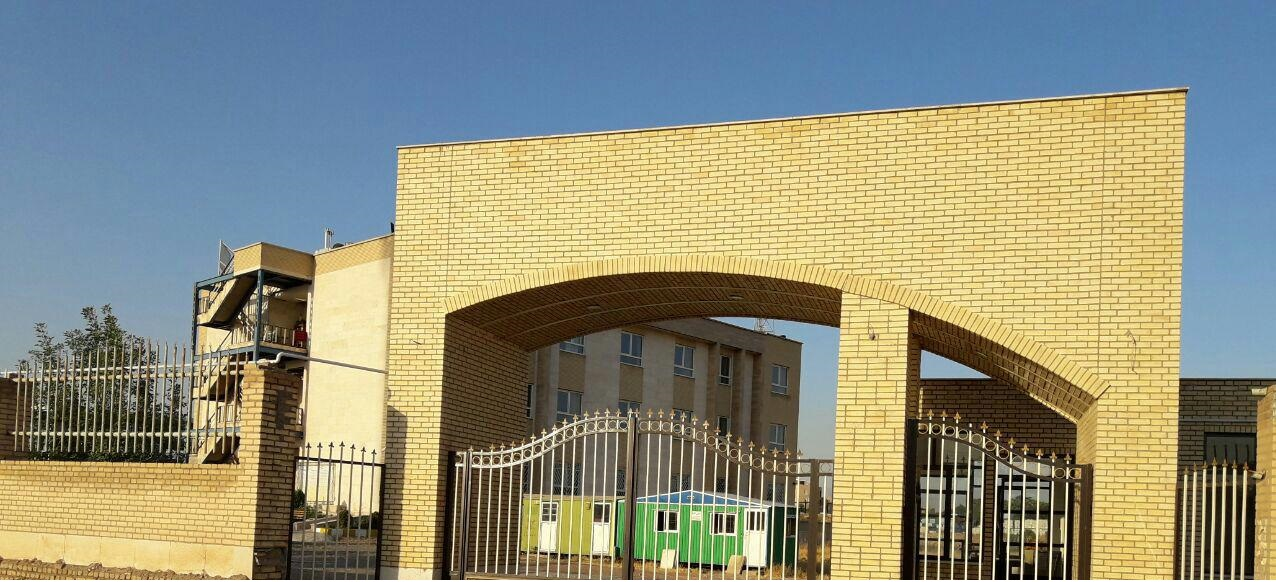
جامعة بيام نور في أروند
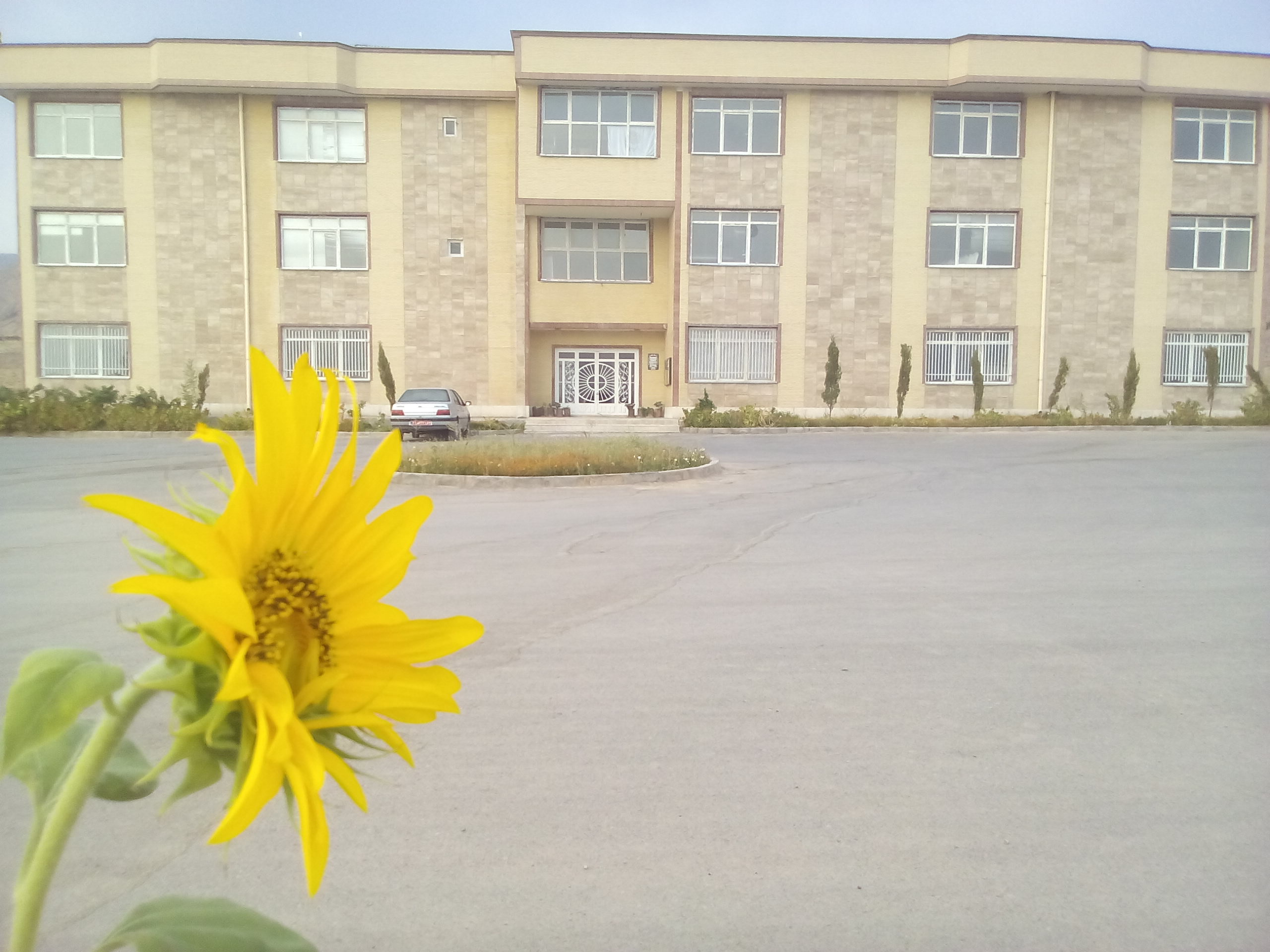
جامعة بيام نور في سروستان
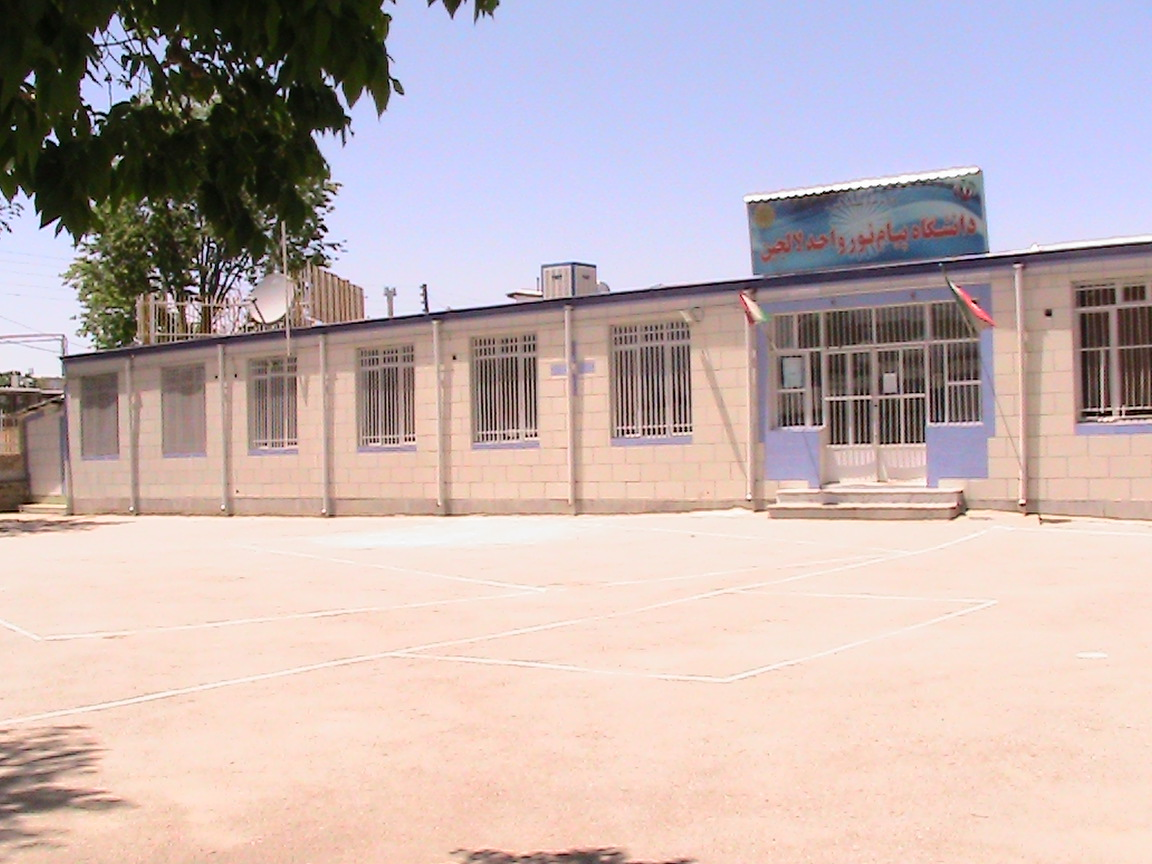
جامعة بيام نور في لالجين
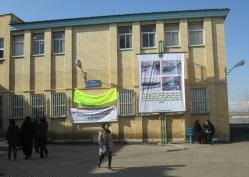
جامعة بيام نور في أردبيل
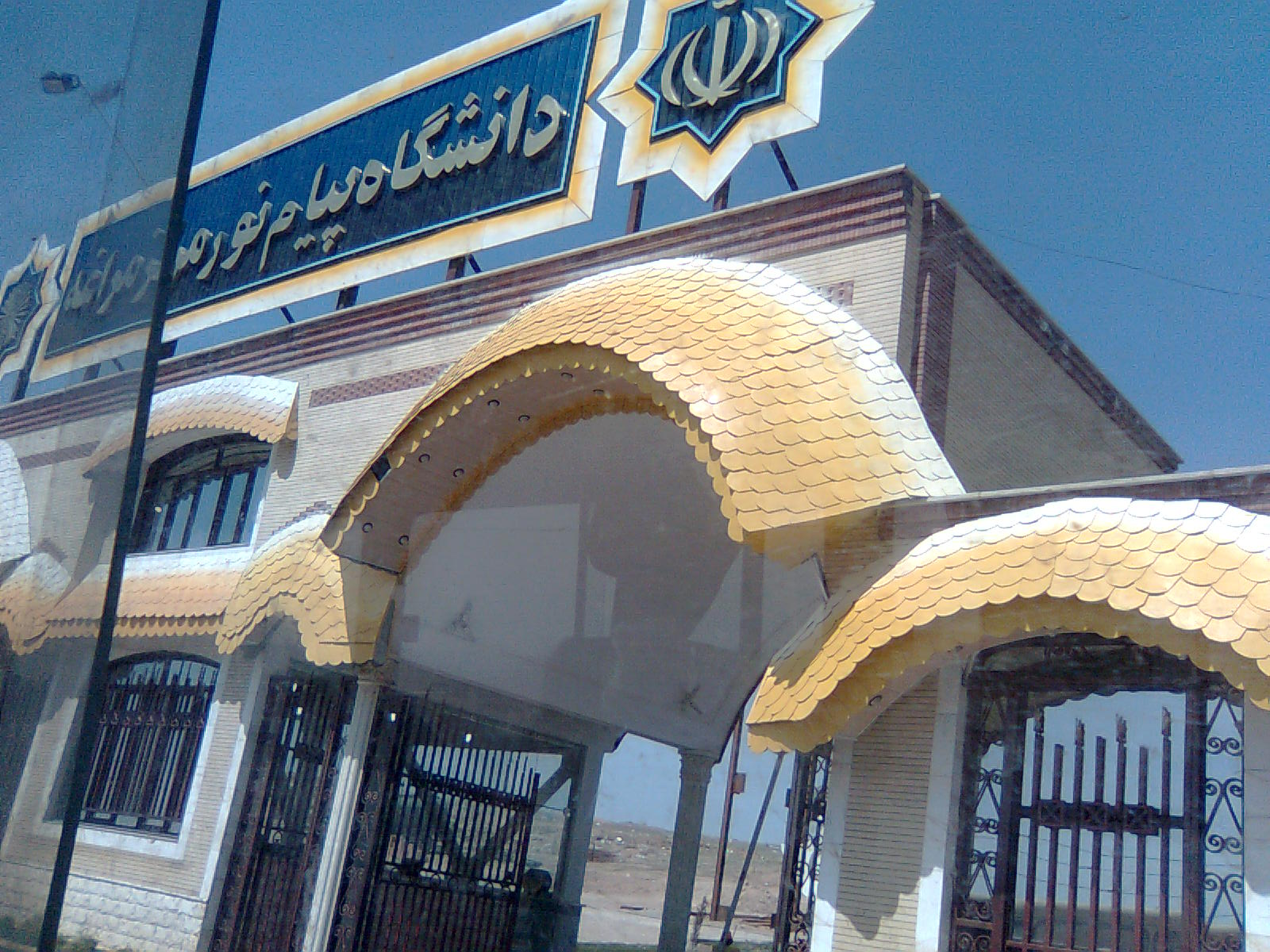
جامعة بيام نور في مراغة (إيران)
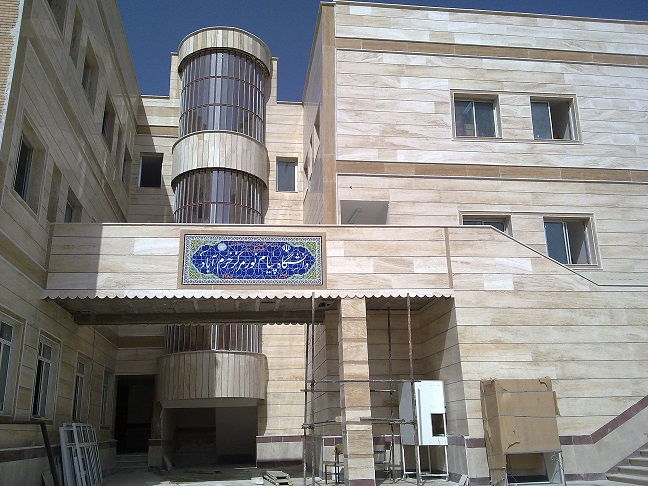
جامعة بيام نور في خرم آباد
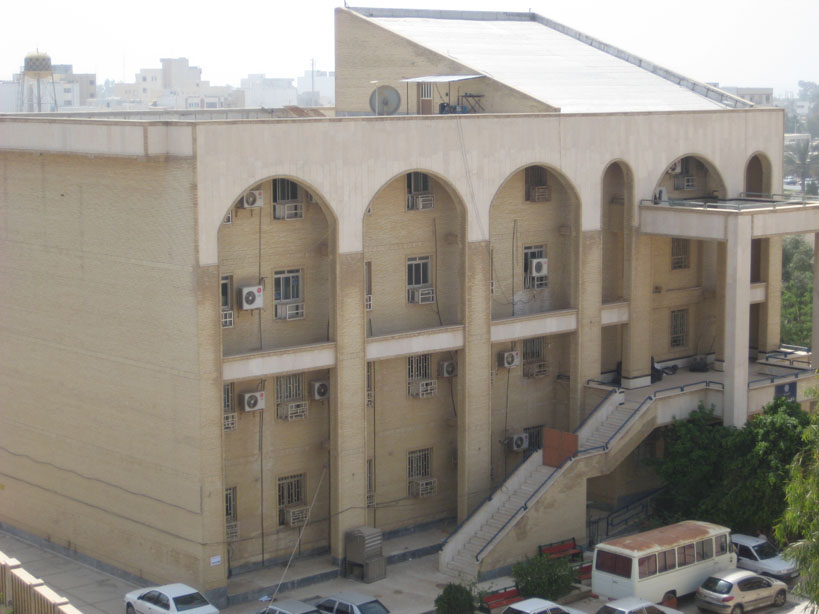
جامعة بيام نور في بوشهر – المبنى الإداري
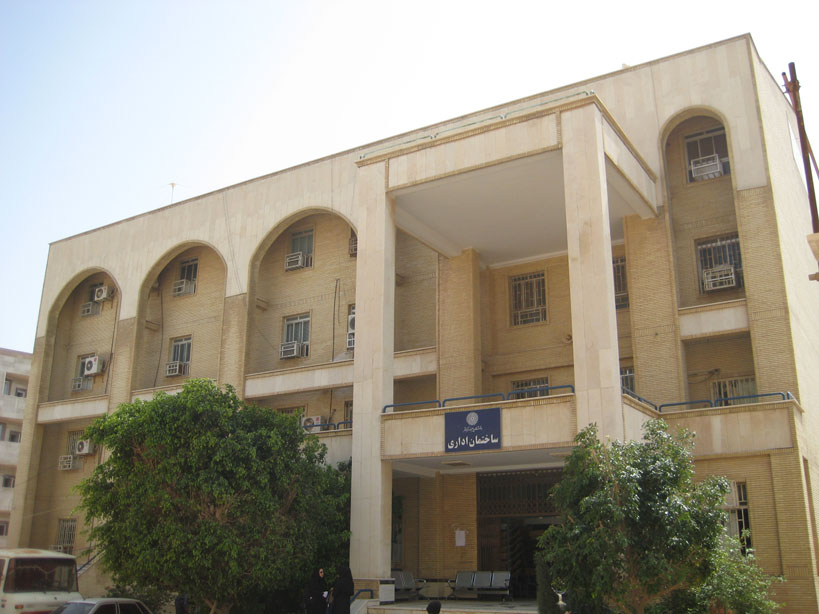
جامعة بيام نور في بوشهر – المبنى الإداري
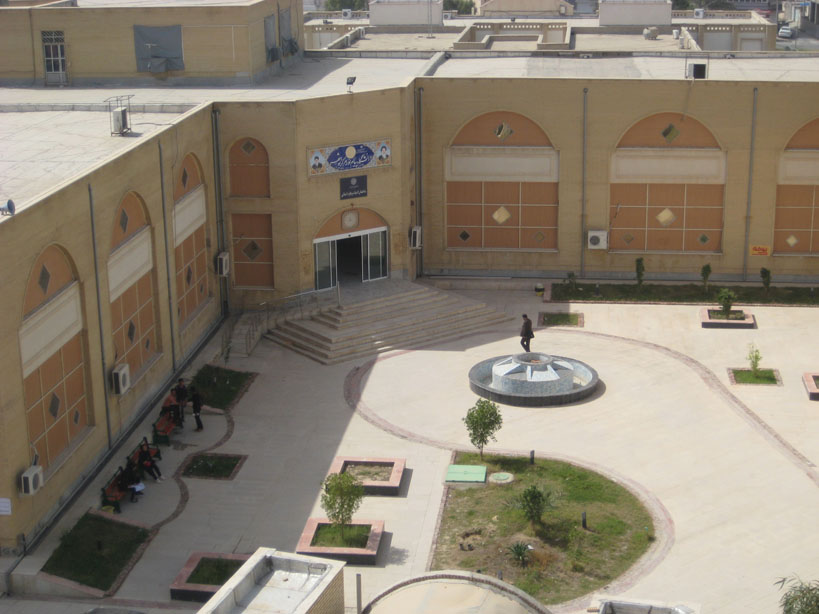
جامعة بيام نور في بوشهر – كلية الأدب والعلوم الإنسانية
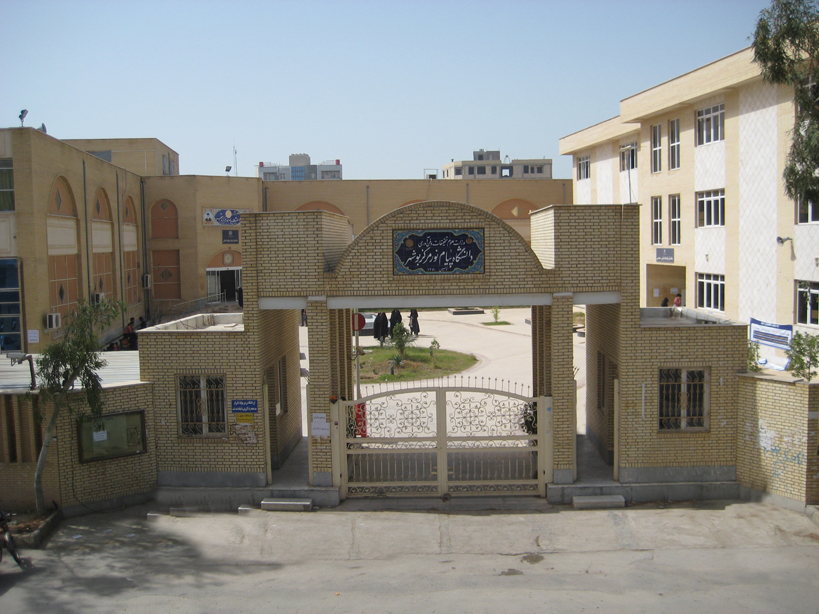
جامعة بيام نور في بوشهر – المدخل
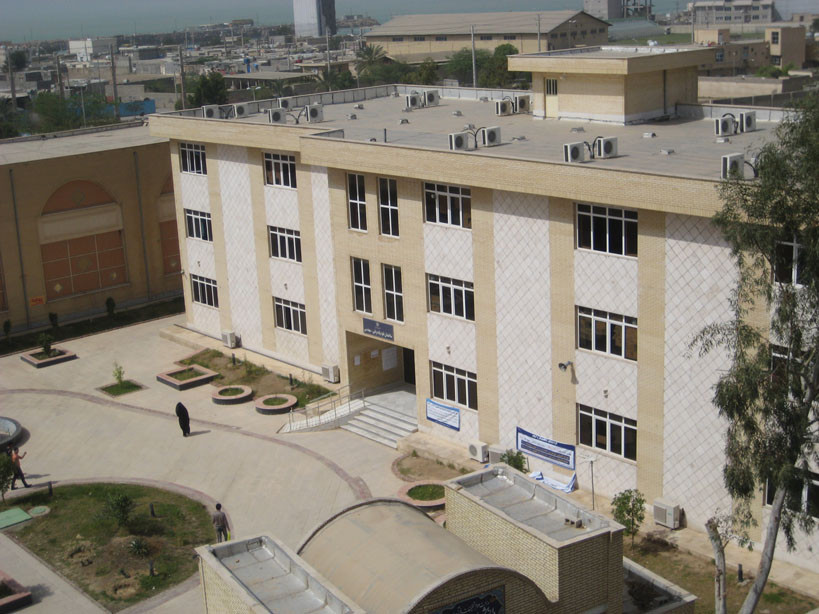
جامعة بيام نور في بوشهر – كلية الهندسة
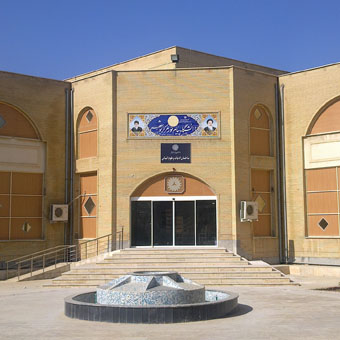
جامعة بيام نور في بوشهر – كلية الأدب والعلوم الإنسانية

## وصلات خارجية
- الموقع الرسمي، بالفارسية والإنجليزية